# دوغلاس تيلدن
دوغلاس تيلدن (بالإنجليزية: Douglas Tilden)‏ هو نحات وفنان أمريكي، ولد في 1 مايو 1860 في تشيكو في الولايات المتحدة، وتوفي في 5 أغسطس 1935 في بيركيلي في الولايات المتحدة.